# Tokyo Majin
Tokyo Majin (jap. 東京魔人學園剣風帖龖 Tōkyō majin gakuen kenpuchō tō) – serial anime wyprodukowany przez studia AIC Spirits i BeSTACK, emitowany na kanale Animax od stycznia do października 2007.
W Polsce seria została wydana na DVD przez Anime Gate.

## Fabuła
Noce Tokio są zakłócane przez tajemnicze zgony związane z „Odrodzonymi Zmarłymi” – ludźmi, którzy znikają nocą, by nagle powrócić za dnia jako zwłoki. Co więcej, gdy ciała trafiają do kostnicy na autopsję, znikają ponownie, pozostawiając ślady świadczące o samodzielnej ucieczce.
Aby walczyć z „Odrodzonymi Zmarłymi” i zapobiec kolejnym zgonom, tajemniczy uczeń z wymiany, Tatsuma Hiyuu, oraz delikwent, Kyouichi Houraiji, każdej nocy stawiają czoła demonom, próbując odkryć przyczynę tych zdarzeń. Dołącza do nich reszta uczniów ostatniego roku Akademii Magami, którzy posiadają nadprzyrodzone moce. Wspólnie muszą walczyć nie tylko z demonami, ale także z potężnymi istotami, które nimi kierują i pragną zniszczyć miasto oraz jego mieszkańców.

## Bohaterowie
- Tatsuma Hiyuu (jap. 緋勇 龍麻 Hiyū Tatsuma)

Seiyū: Hiro Shimono 
- Kyouichi Horaiji (jap. 蓬莱寺 京一 Hōraiji Kyōichi)

Seiyū: Masaki Kawanabe 
- Aoi Misato (jap. 美里 葵 Misato Aoi)

Seiyū: Yui Horie 
- Komaki Sakurai (jap. 桜井 小蒔 Sakurai Komaki)

Seiyū: Satomi Arai 
- Yuuya Daigo (jap. 醍醐 雄矢 Daigo Yūya)

Seiyū: Katsui Taira 
- Hisui Kisaragi (jap. 如月 翡翠 Kisaragi Hisui)

Seiyū: Eiji Sekiguchi 
- Kyoko Touno (jap. 遠野 杏子 Touno Kyoko)

Seiyū: Sayaka Narita 
- Maiko Takamizawa (jap. 高見沢 舞子 Takamizawa Maiko)

Seiyū: Kyōko Hikami 
- Takako Iwayama (jap. 岩山たか子 Iwayama Takako)

Seiyū: Yōko Sōmi 

## Anime
Pierwszy 14-odcinkowy sezon anime był emitowany od 19 stycznia do 20 kwietnia 2007 w stacji Animax. Za reżyserię odpowiadał Shinji Ishihira, scenariusz napisał Toshizo Nemoto, postacie zaprojektował Jun Nakai, a muzykę skomponował Takayuki Negishi. Animacja została wykonana przez studia AIC Spirits i BeSTACK.
Emisja drugiego sezonu, zatytułowanego Tokyo majin gakuen kenpuchō tō: Dainimaku (jap. 東京魔人學園剣風帖 龖 第弐幕), rozpoczęła się 27 lipca i zakończyła 12 października 2007, licząc 12 odcinków.
W Polsce oba sezony anime zostały wydane na DVD przez Anime Gate w latach 2009–2010.

### Ścieżka dźwiękowa
| Nr             | Tytuł        | Wykonawca | Źródło   |
| Czołówka       | Czołówka     | Czołówka  | Czołówka |
| -------------- | ------------ | --------- | -------- |
| 1              | „Hanafubuki” | Acid      | [ 5 ]    |
| 2              | „Prayer”     | Acid      | [ 9 ]    |
| Napisy końcowe |              |           |          |
| 1              | „0:00 a.m.”  | Acid      | [ 5 ]    |